# Herrstein
Herrstein – miejscowość i gmina w Niemczech, w kraju związkowym Nadrenia-Palatynat, w powiecie Birkenfeld, siedziba administracyjna gminy związkowej Herrstein-Rhaunen. Do 31 grudnia 2019 siedziba administracyjna gminy związkowej Herrstein.